# Sindacalismo corporativo
Il sindacalismo corporativo è un approccio sindacale, concernente la rappresentanza degli interessi e l'aggregazione della base, che intende limitare l'attività alla difesa dei lavoratori nel loro campo professionale. Esso non tiene conto del contesto più ampio della società e del suo impatto sui lavoratori.
Questo tipo di sindacato concentra la propria azione presso l'azienda o presso il settore di interesse e si comporta spesso come un sindacato di servizio. Una federazione o confederazione di tali sindacati può anche avere delle singole organizzazioni le cui posizioni sono fra loro contraddittorie, in quanto ciascuna rappresenta solo gli interessi dei lavoratori del proprio ambito di attività. Questo approccio sindacale si contrappone al sindacalismo di classe. Il suo campo di applicazione è incluso in quello del sindacalismo di trasformazione sociale ma è molto più limitato.
Il termine sindacalismo corporativo è talvolta usato per indicare un sindacato che difende solo una professione e non è federato o confederato (sindacalismo di mestiere).
Il sindacalismo corporativo, sul piano dello studio dell'organizzazione sindacale, si riferisce ad una modalità non conflittuale di ricomposizione degli interessi degli associati e può essere distinto sia dal sindacalismo atomistico che dal sindacalismo federalista.